# Bernd Wegener (Unternehmer)
Bernd Wegener (* 27. November 1947 in Dinslaken) ist ein deutscher Unternehmer und Pharmalobbyist. Er war Vorsitzender des Bundesverbandes der Pharmazeutischen Industrie, Gründer der Brahms GmbH und Mitgründer der Belano Medical AG, deren Vorstandsvorsitzender er ist.

## Leben und Wirken
Wegener studierte ab 1967 Veterinärmedizin und ab 1969 Rechtswissenschaften an der Justus-Liebig-Universität in Gießen. Sein Examen als Tierarzt legte er 1972 ab. Von 1974 bis 1981 arbeitete er für das Pharmaunternehmen Boehringer Ingelheim, zuletzt als Leiter der deutschen Pharma-Außendienst-Linien. Danach wechselte er von 1981 bis 1984 zur Degussa Pharmagruppe, wo er Vertriebsleiter für Deutschland und Leiter für Internationales Product Management war. Als Geschäftsführer arbeitete er ab 1984 für die Marion Merrell Dow GmbH und ab 1992 für die Henning Berlin GmbH.
1994 gründete er die Brahms Diagnostica GmbH als erstes deutsches pharmazeutisches Management-Buy-out (ab 2001 Aktiengesellschaft), die Ende 2009 durch das US-amerikanische Unternehmen Thermo Fisher Scientific übernommen wurde. 2010 schied er als Vorstandsvorsitzender aus.
Von 2000 bis 2014 war Wegener Vorsitzender und seit 2015 stellvertretender Vorsitzender des Bundesverbandes der Pharmazeutischen Industrie. Seit Dezember 2020 ist er dessen Ehrenvorsitzender. Im Jahr 2010 gründete er zusammen mit Christine Lang die Organobalance Medical AG, die heutige Belano Medical AG, deren Vorstandsvorsitzender Wegener ist. Schwerpunkte sind Veredelung, Entwicklung und Vertrieb patentierter mikrobiotisch wirkender Mikroorganismen unter anderem in stofflichen Medizinprodukten. Das Unternehmen kooperierte seit 2021 mit der Firma Henkel und der Handelskette Müller. Mitte November 2023 meldete die Belano Medical AG Insolvenz an. Die Produktlinie und Marken werden von der Rigix GmbH mit Sitz in Ronnenberg bei Hannover fortgeführt.
Darüber hinaus ist  Wegener mit Organfunktionen an der Adrenomed AG, der Deutschen Biotech Innovativ (DBI) AG, der Pentracor GmbH sowie weiteren Gesellschaften beteiligt.
Neben seinen beruflichen Tätigkeiten engagiert sich Wegener ehrenamtlich in öffentlichen und gemeinnützigen Organisationen. Die von ihm gegründete Marion und Bernd Wegener Stiftung unterstützt Projekte und Selbsthilfegruppen, die vor allem Menschen im Alter ein selbstbestimmtes Leben und Handeln ermöglichen sollen.